# Nadějská rybniční soustava
Nadějská rybniční soustava leží nedaleko Lomnice nad Lužnicí v pásu širokém asi 1,5 km, který se od obce Klec táhne asi 7 km na sever podél pravého, východního břehu řeky Lužnice. Ta kolem rybníků protéká ve vzdálenosti asi 50 až 200 m. Soustava patří mezi nejpozoruhodnější přírodní lokality na Třeboňsku. Jejím základem jsou rybníky Naděje a Skutek, založené už Jakubem Krčínem.

## Popis a historie
První rybníky Nadějské soustavy založil Jakub Krčín nedaleko obce Klec v letech 1577–1579. Byly to rybníky Naděje a Skutek; ve stejné době založil o něco jižněji Krčín i rybník Potěšil. Všechny byly naháněny derivačním náhonem či stokou s názvem Potěšilka, která byla původně vedena z řeky Lužnice. Po vybudování rybníka Rožmberka (v letech 1584 až 1590) byla stoka vyvedena z něj vedlejší výpustí zvanou rovněž Potěšilka, ta byla ale roku 1870 nahrazena novou výpustí Adolfka (nachází se u východního konce hráze Rožmberka) a náhon vedoucí mezi rybníky je nyní označován jen jako Rybniční stoka.
Nadějské rybníky byly po roce 1826 vysušovány, ale později (v roce 1871) byly obnoveny. V poslední čtvrtině 19. století za působení Josefa Šusty byly původní rybníky Naděje a Skutek částečně rozděleny nízkými hrázemi a doplněny o další menší rybníčky, určené pro chov rybího plůdku a násad. Vznikla tak ucelená soustava, kterou rozděluje hlavní hráz se silničkou vedoucí z Klece do Valu. Na západ od ní jsou rybníky Naděje, Víra, Láska, Měkký, Rod, Horák, Fišmistr, Baštýř, Pěšák a Pražský rybník, ještě severněji za železniční tratí Překvapil a Nový rybník. Na východní straně hlavní hráze jsou rybníky Blaník, Skutek, Dobrá vůle a Strakatý.
Jednotlivé rybníky soustavy:
- Naděje – plocha asi 69 ha; je největším rybníkem soustavy, která se podle něj jmenuje
- Víra – 13,6 ha
- Láska – 15 ha
- Měkký rybník – 5,5 ha
- Rod – 32 ha
- Horák – 2,2 ha
- Fišmistr – 2,8 ha
- Baštýř – 1,7 ha
- Pěšák – 2,7 ha
- Pražský rybník – 9,5 ha
- Překvapil – 28 ha
- Nový rybník – 6,8 ha
- Blaník – 10 ha
- Skutek – 17,3 ha
- Dobrá vůle – 24,7 ha
- Strakatý rybník – 5 ha

Nadějské rybníky jsou ve správě akciové společnosti Rybářství Třeboň. Té patří i hospodářské objekty na jižní straně Naděje a na západní straně Dobré vůle a Blaníku.
Jižním směrem za silnicí z Klece do Kolenců jsou po pravé straně Lužnice před Nadějskou soustavou ještě dva poměrně rozlehlé rybníky Klec a Potěšil. Rybník Klec (asi 64 ha) pravděpodobně vznikl už za pánů ze Stráže, byl zmiňován už v roce 1503, a součástí rožmberského majetku se stal po roce 1577, kdy Krčín zakládal sousední rybník Potěšil (76 ha) – na starých mapách byly dokonce oba rybníky spojeny. Rybniční stoka přitékající z jihu od Rožmberka obtéká tyto rybníky po jejich východní straně a za silnicí se potom větví do složitého systému menších náhonů, které zásobují Nadějskou soustavu. Na severu je napravo od Lužnice za Nadějskou soustavou ještě rybník Krajina (12 ha), který vznikl už v roce 1512.

## Příroda
Příroda na pravém břehu nivy Lužnice, ve které leží Nadějská rybniční soustava, je typická pro tuto severní část Třeboňské pánve. Terén je plochý, s nadmořskou výškou 415 až 420 m. Rybníky jsou eutrofní (bohaté na živiny) s litorálními porosty vysokých rákosin. Hrázové porosty tvoří převážně doubravy s dubem letním, ve výtopách rybníků na ně navazují porosty olší a vrb, přechodová rašeliniště a menší rašelinná oka, ve kterých se vyskytují bublinatky a hrotnosemenka bílá. Pobřežní porosty tvoří zbytky listnatých lužních lesů, v lesích navazujících na východní straně převládá borovice lesní a smrk ztepilý.
Z přírodovědného hlediska je lokalita zajímavá výskytem některých chráněných rostlin (uvádí se např. ostřice vyvýšená, leknín bělostný, pupečník obecný, mochna bahenní, ostřice měchýřkatá, ostřice plstnatoplodá, smldník bahenní, hrotnosemenka bílá, rosnatka okrouhlolistá, bublinatka bledožlutá, bublinatka jižní, bublinatka menší, vachta trojlistá). Ohrožené brouky tu zastupuje páchník hnědý, pro kterého jsou důležité starší nebo odumřelé duby na rybničních hrázích; na nich se vyskytuje i tesařík obrovský. Příznivé stanovištní a potravní podmínky tu má vydra říční.
Přírodní rezervace Rod zahrnuje kromě stejnojmenného rybníka i okolní porosty rákosu a orobince zejména u východního břehu. Ty i poměrně velké plovoucí ostrovy jsou hnízdištěm ohrožených druhů ptáků a shromaždištěm vodního a mokřadního ptactva v době jarních a podzimních tahů. Pravidelně tu zimuje orel mořský. Na západ od rybníka Rod je další přírodní rezervace V Luhu (střemchová doubrava s dochovanými odstavenými rameny Lužnice a nivními tůněmi).

## Další zajímavosti
Nadějskou soustavou a jejím okolím vede několik značených turistických tras. Mezi rybníky Nadějské soustavy je možné pohodlně procházet pěšky po nízkých hrázích. Po hlavní hrázi vede cyklotrasa č. 1034 Greenway.
Vlaková stanice Frahelž je asi 200 m od rybníka Horák, ke kterému od ní východním směrem vede silnička s mostem přes Lužnici.
Lužnice je oblíbená vodácká trasa, Nadějská soustava leží poblíž úseku od rybníka Rožmberk do Veselí nad Lužnicí. Nesjízdný frahelžský jez je asi 100 m od jihozápadního cípu rybníka Naděje. U tohoto cípu se na hrázi nacházejí dva ze tří zdejších chráněných dubů, další je nedaleko u ohybu cesty vedoucí odtud do Klece. Duby na hlavní hrázi soustavy už nejsou tak mohutné.
U rybníka Měkký je velký kámen, připomínající lůžko s opěradlem, s vytesaným nápisem. Údajně jde o tzv. bludný balvan pocházející z poslední doby ledové, tedy tu leží nejméně 10 tisíc let.

## Galerie

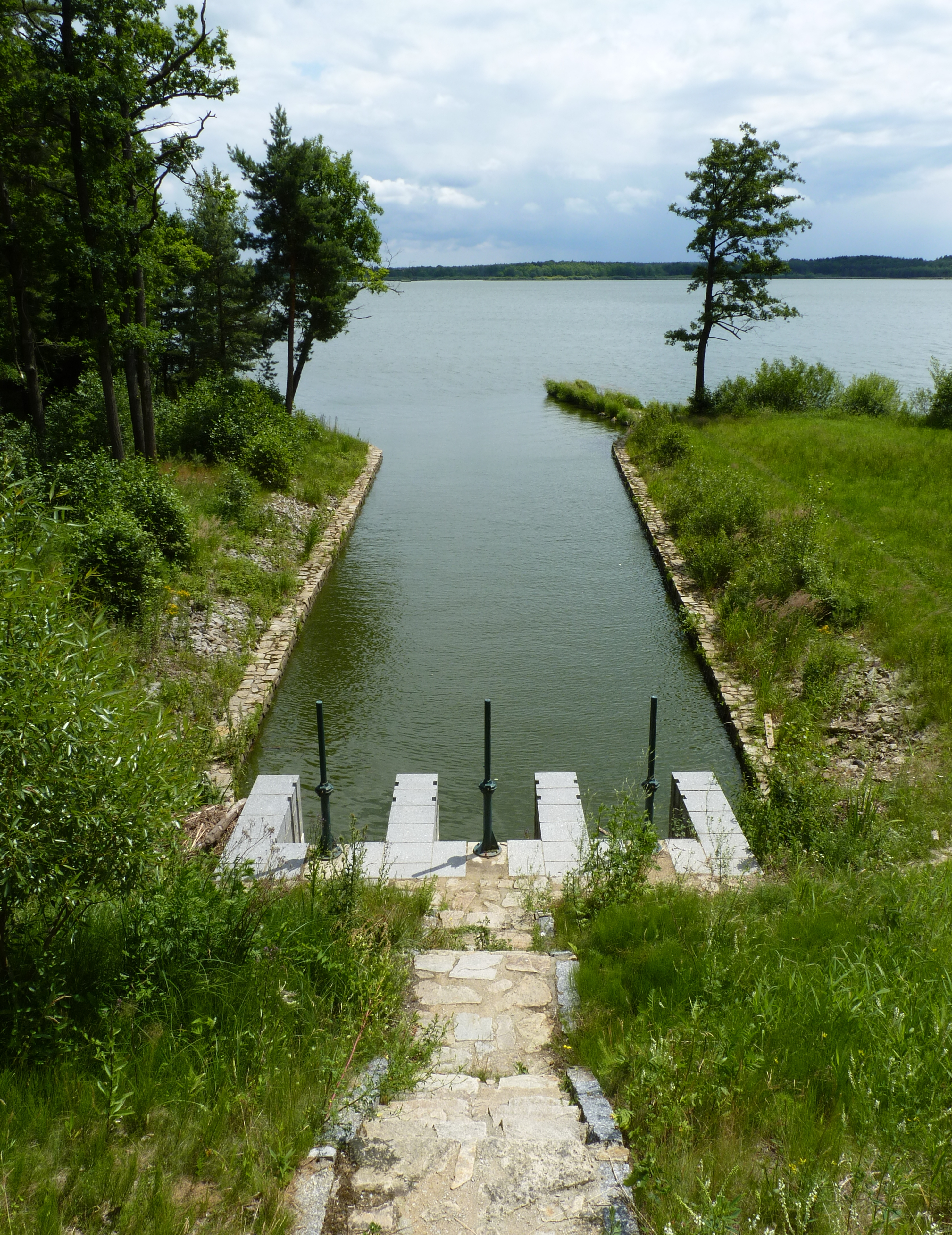
Výpusť Adolfka v hrázi rybníka Rožmberk (2011)
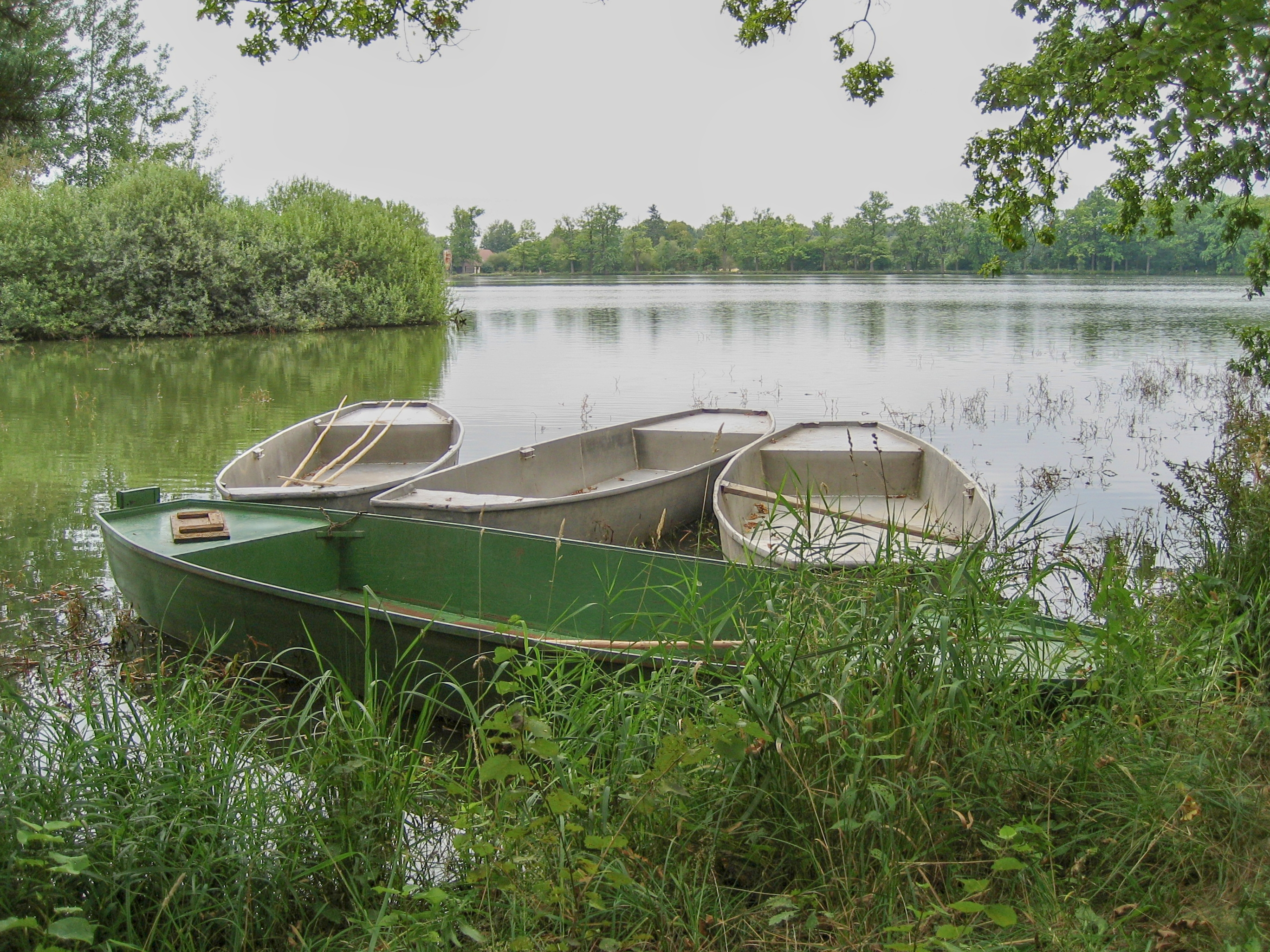
Rybník Víra, pohled od východu (2008)
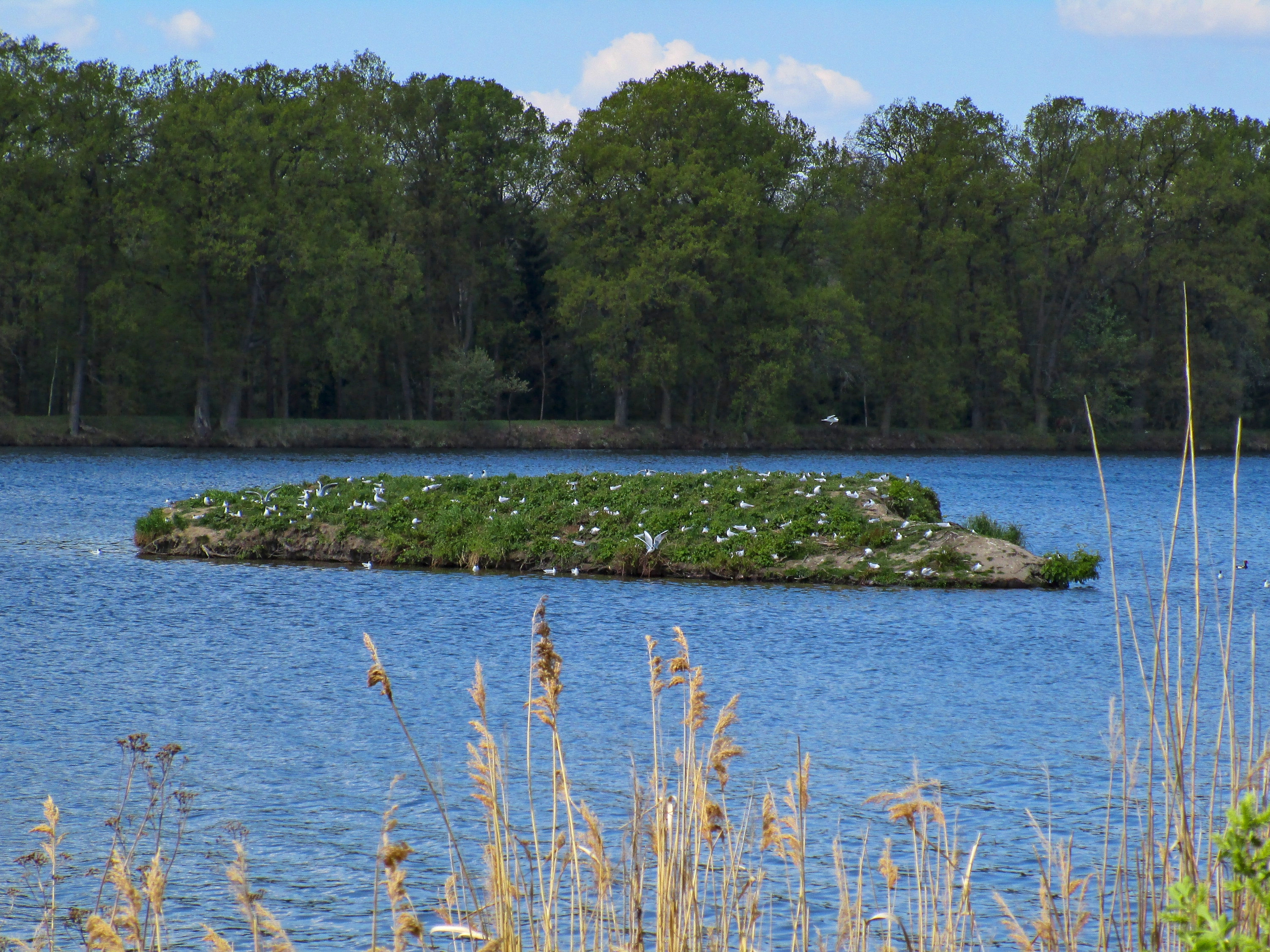
Rybník Naděje, ostrůvek racků (2016)
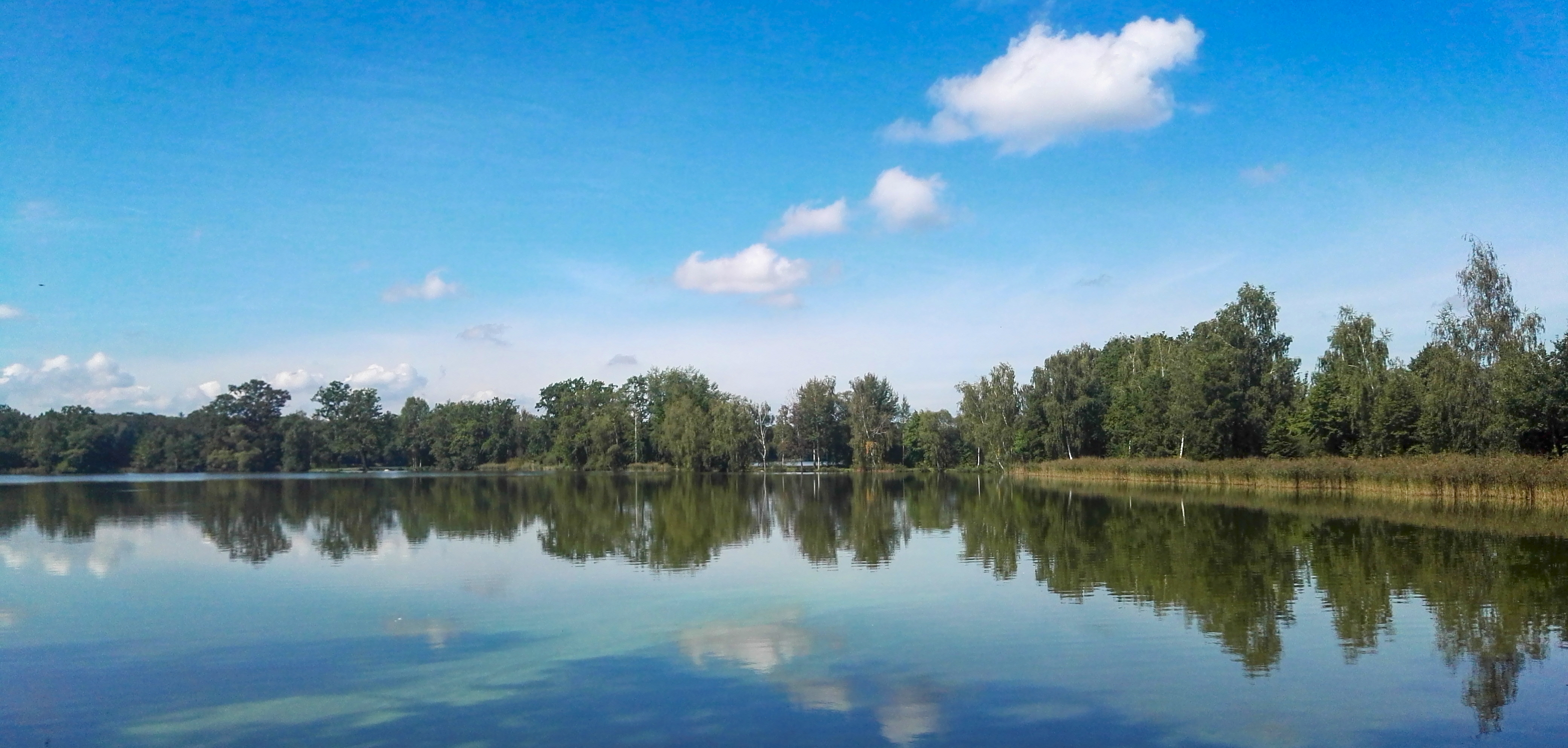
Rybník Láska, pohled z hlavní hráze (2019)
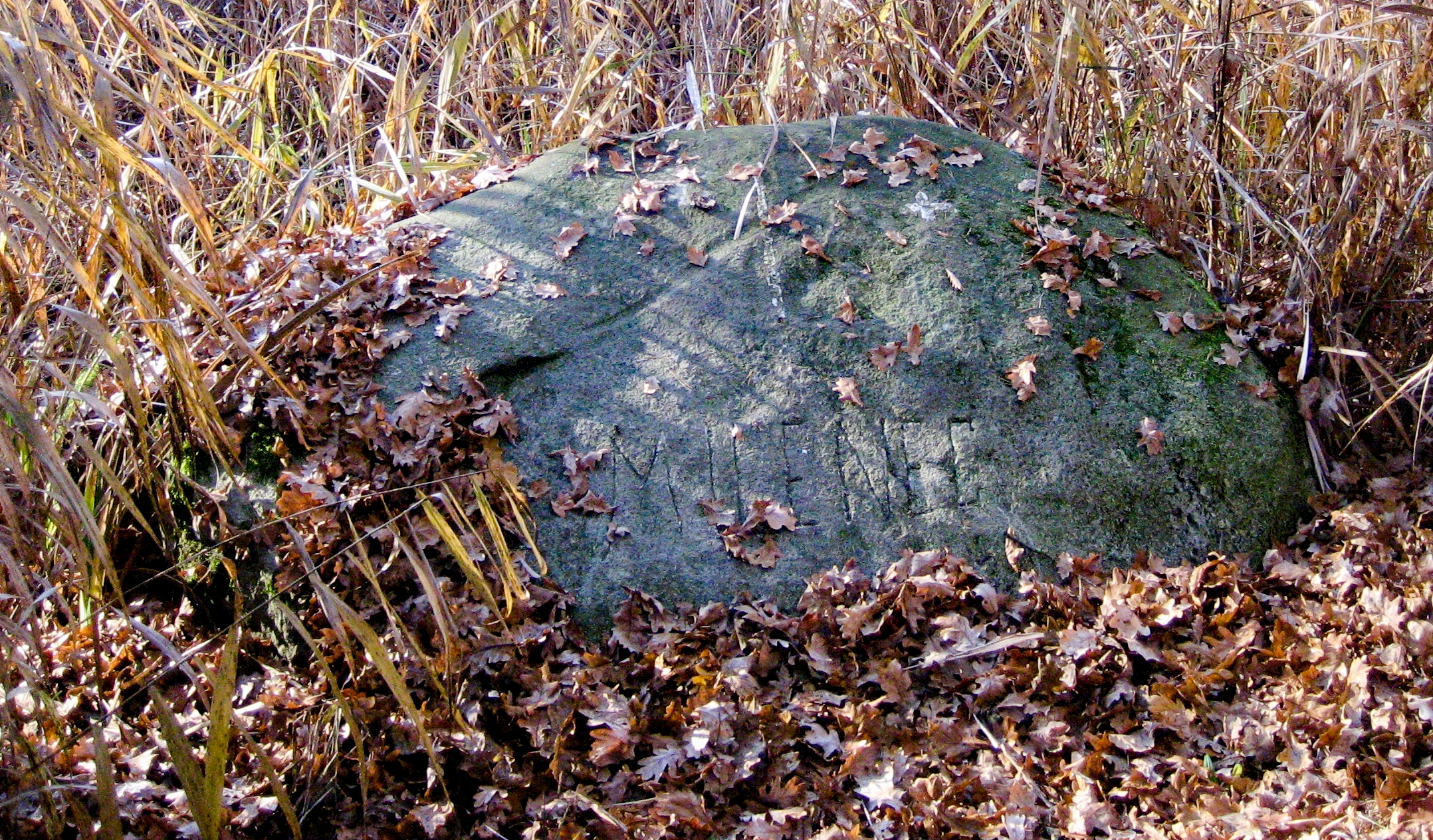
Bludný balvan "Milenec" u rybníka Měkký (2011)
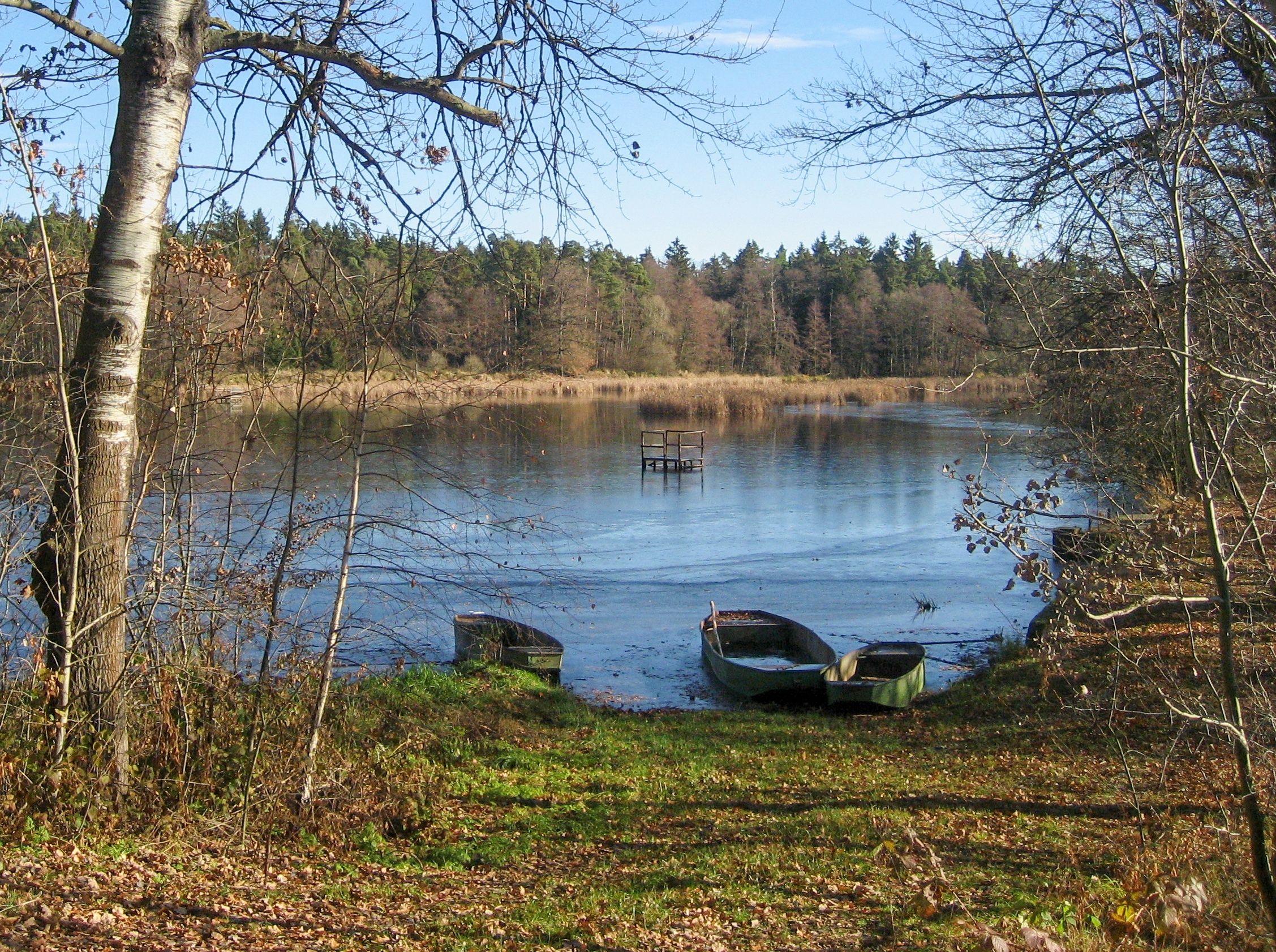
Rybník Strakatý, pohled od západu (2011)
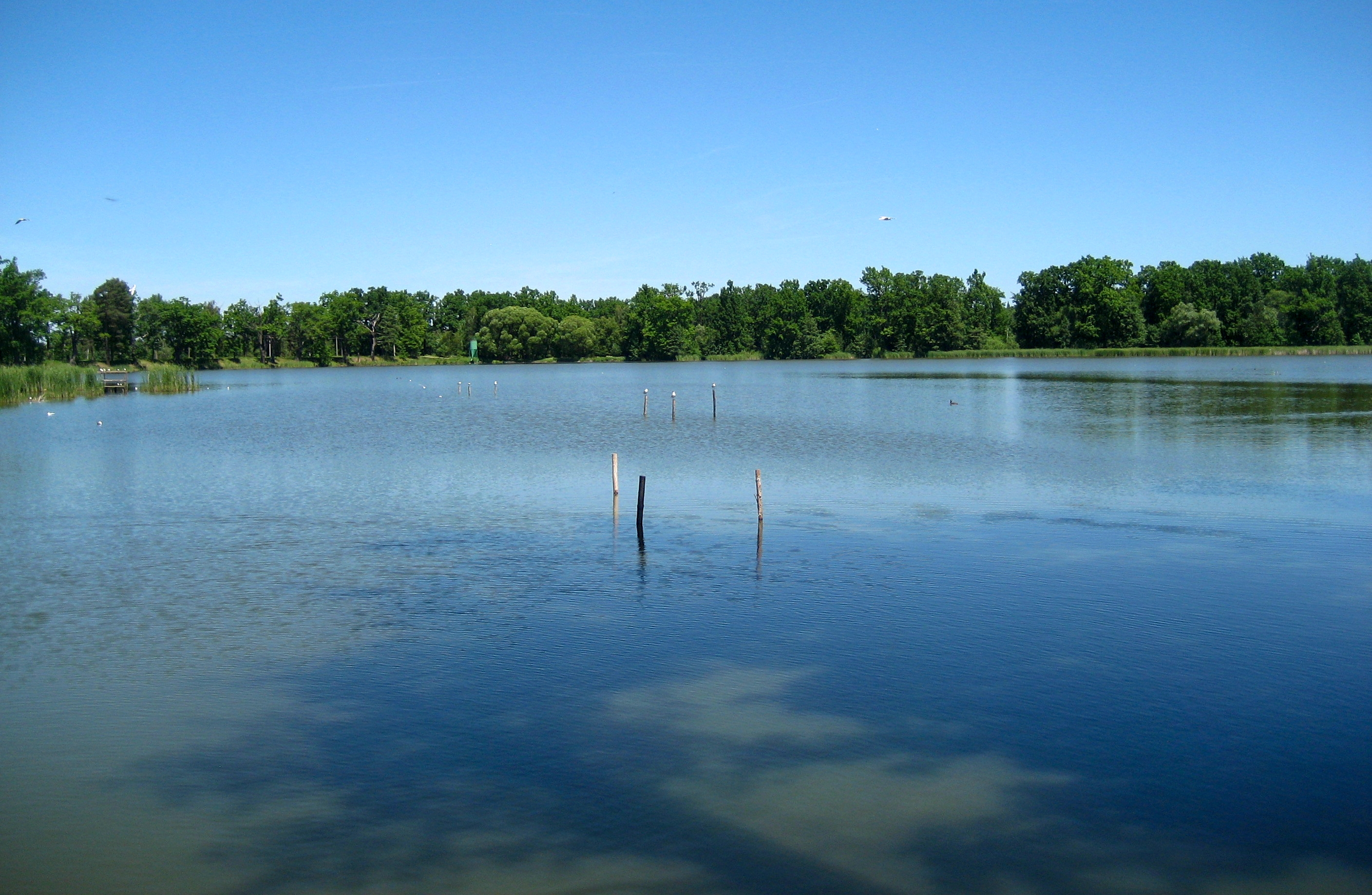
Rybník Skutek, pohled od jihu (2014)
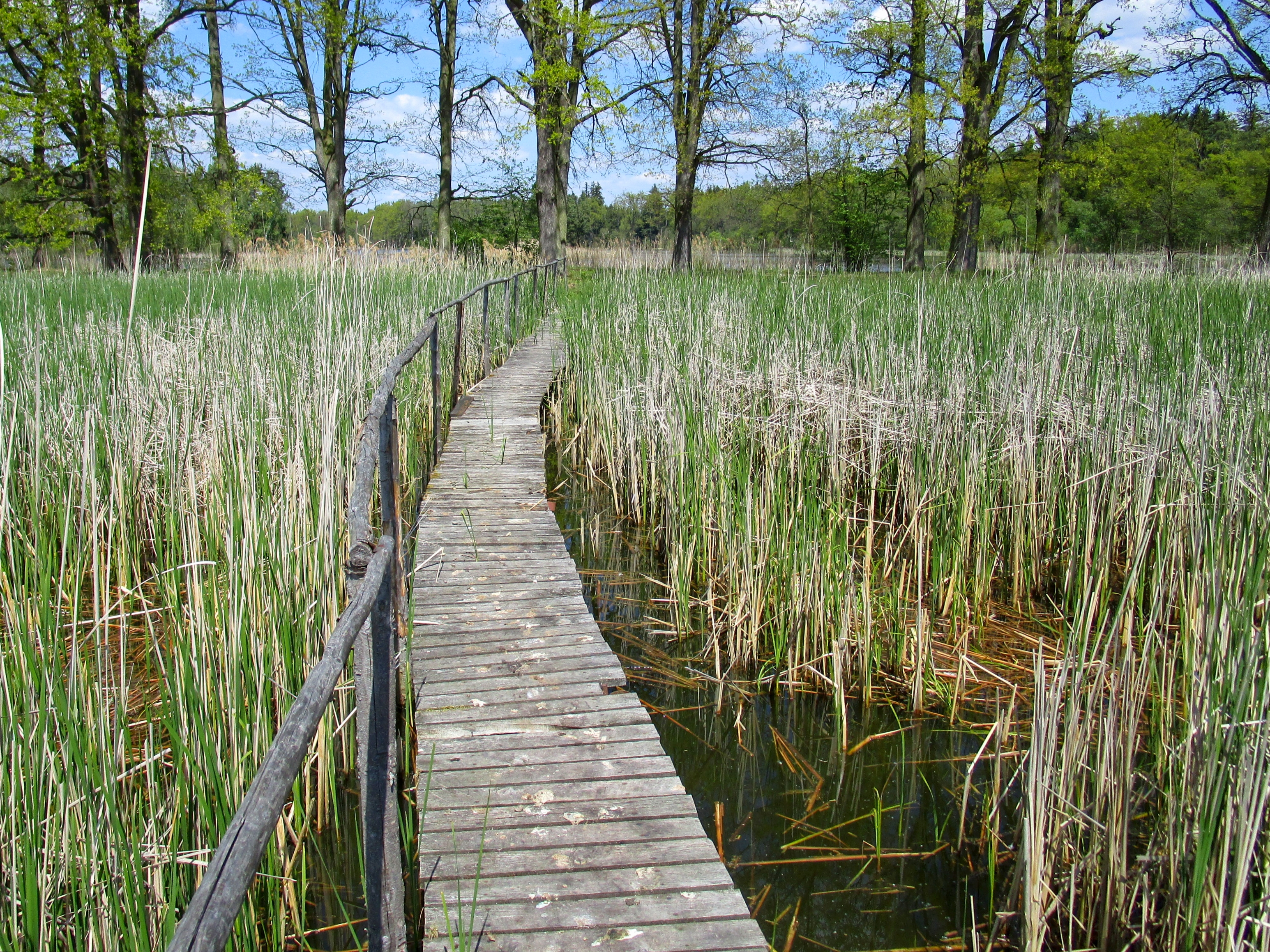
Lávka pro lovce divokých kachen v rybníku Láska (2016)
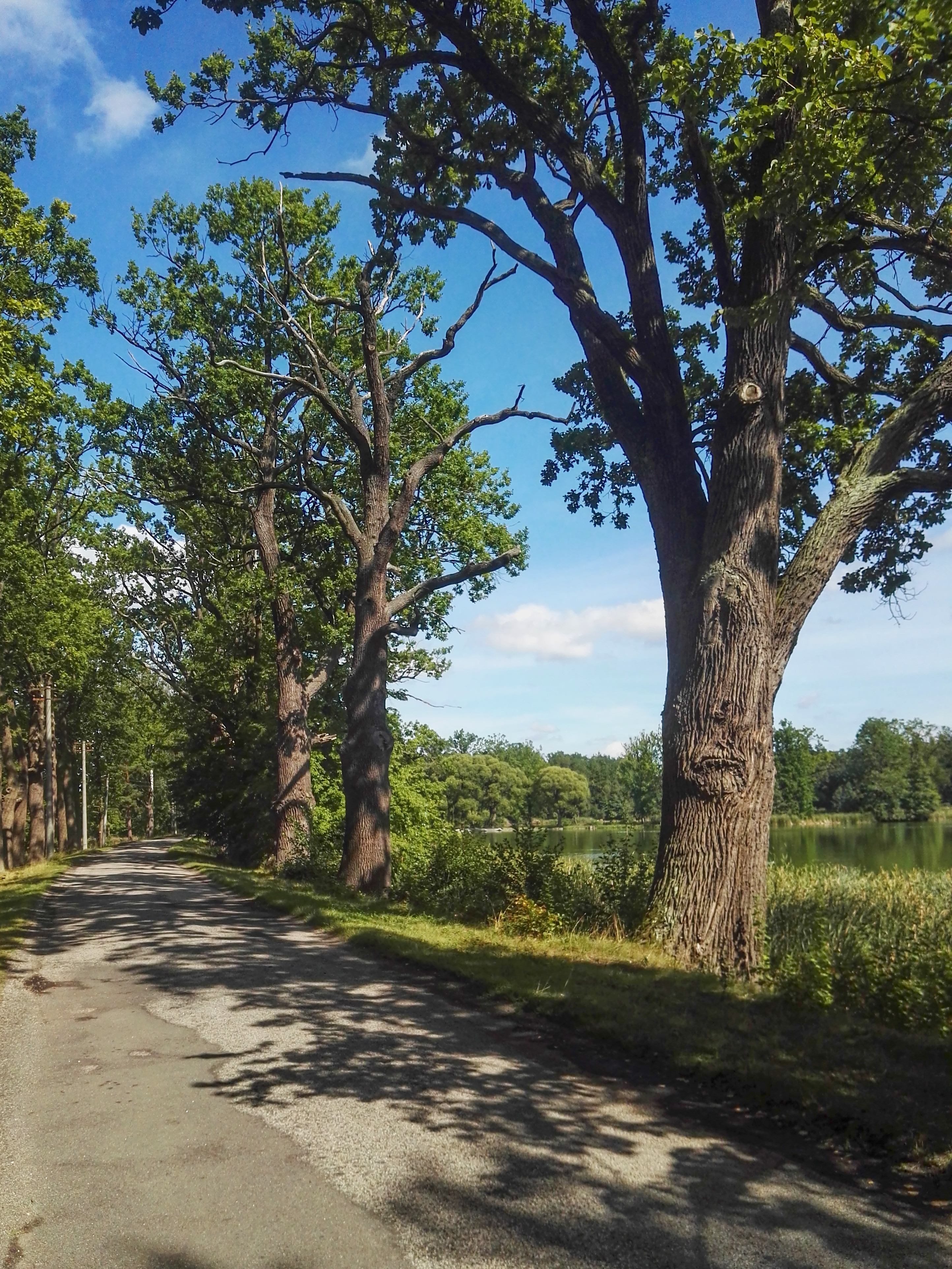
Duby na cestě z Klece do Valu po hlavní hrázi, vpravo rybník Skutek (2019)
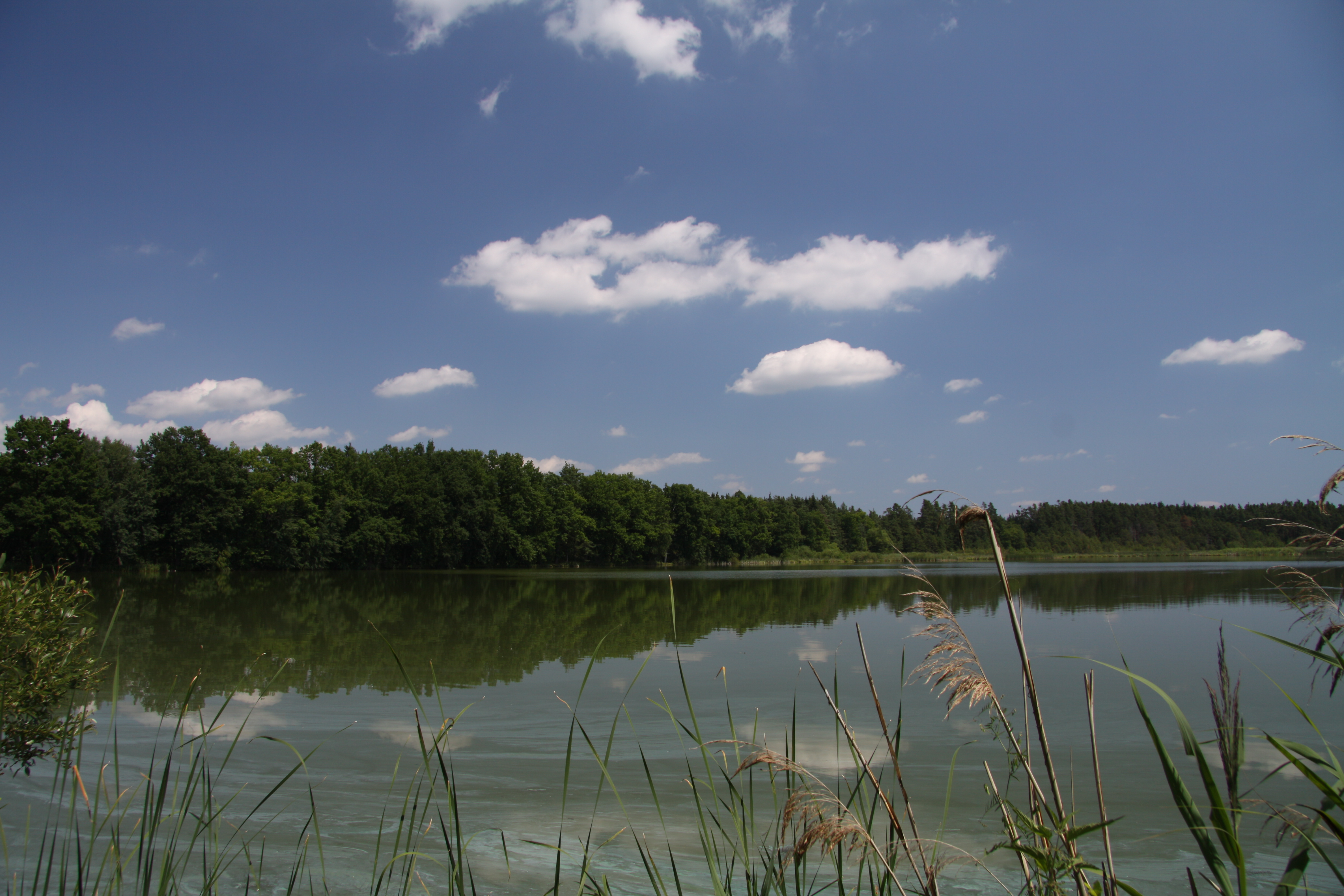
Rybník Rod, pohled ze západní hráze (2011)
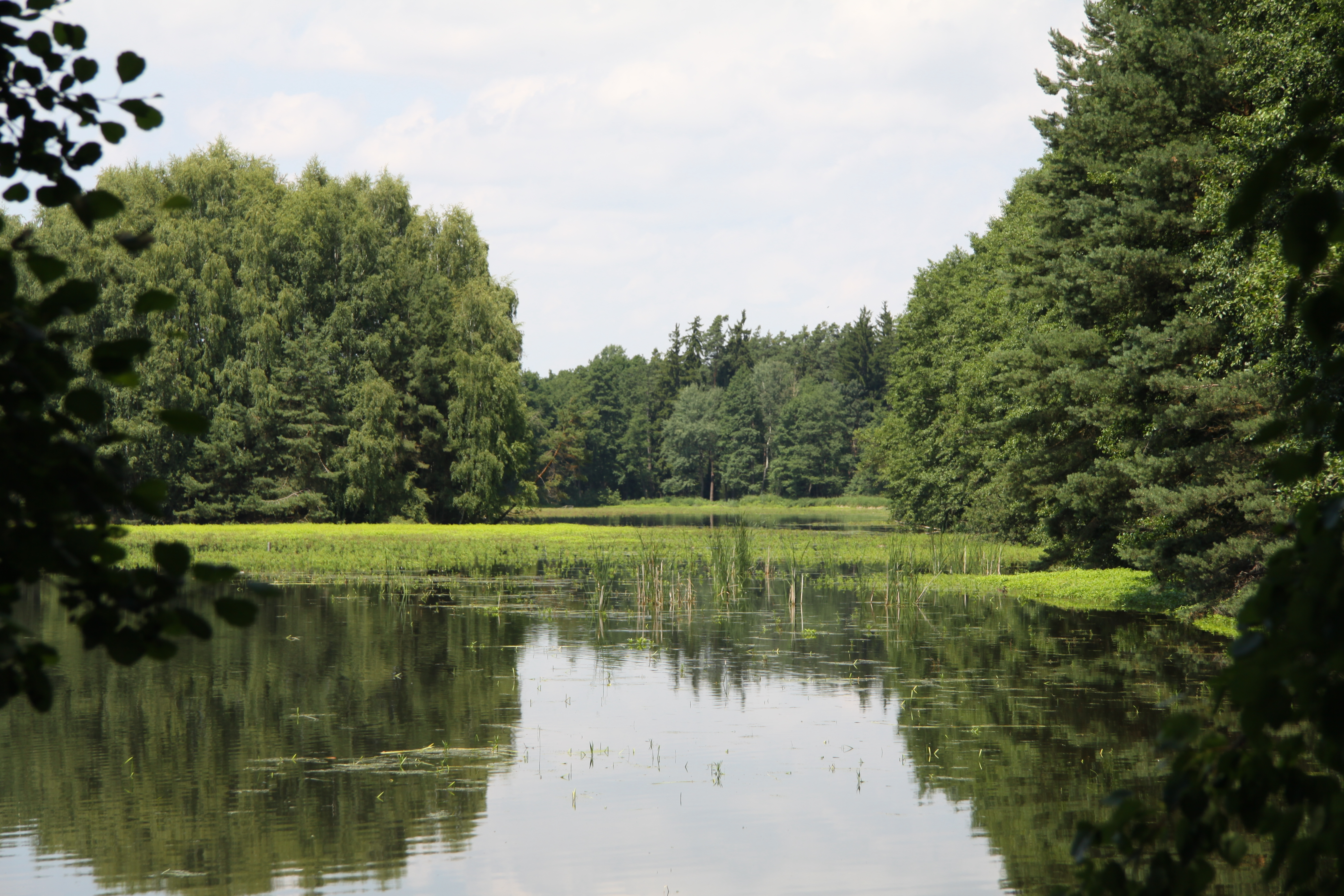
Pražský rybník, pohled z jižní hráze (2011)